# Personlighetstest
Ett personlighetstest är en typ av psykologiskt test som har som syfte att beskriva en individs personlighet. Ofta används självskattningstest, men så kallade projektiva test förekommer också, där individens tolkningar av till exempel bilder anses berätta om dess personlighet. För det mesta har testet en underliggande psykologisk teori. I vissa fall saknas en underliggande teori, och då har testet oftast en helt empirisk forskning som grund. 
En vanlig syn inom den akademiska världen är att personlighetstest bör ha goda psykometriska värden, då framför allt en god reliabilitet samt validitet. Testet måste då granskas noga för att kunna betraktas som användbart, och tar därmed i regel lång tid att utveckla. Det är Stiftelsen för tillämpad psykologi (STP) som granskar test i Sverige. 
Testerna används oftast i vid personbedömning, anlagsbedömningar till exempel vid rekrytering.

## Strukturerade personlighetstest
Vid strukturerade test strävar man efter att utföra testet så objektivt som möjligt, ofta med självskattningsformulär. 
Ofta grundar sig personlighetstestet i en teori om personlighet.  En populär sådan teori är Femfaktorteorin, eller "Big Five", som delar upp personligheten i fem skalor: neuroticism, extraversion, öppenhet, vänlighet och samvetsgrannhet. Test som bygger på denna modell är bland andra OPQ32r, NEO-PI, NEO Personality Inventory och Hogans personlighetsinventorium. 
Myers-Briggs Type Indicator är ett test som bygger på Carl Gustaf Jungs personlighetspsykologiska teori, som delar in personlighet i 16 olika typer. Jungs teorier är dock mycket kritiserade och anses vara oriktig av modern forskning. 

## Projektiva test
Projektiva test bygger på psykoanalytisk teori. Här försöker man tolka en individs associationer till olika stimuli. I Rorschachtestet använder man sig av bläckplumpstest, där testpersonen får säga vad de ser i bilden.  I Thematic Apperception Test, TAT, använder man sig av bilder som testpersonen får beskriva.